# ブラックストーン川 (アメリカ合衆国)
ブラックストーン川（ブラックストーンがわ、Blackstone River）は、アメリカ合衆国東部を流れる、小さな河川である。

## 概要
アメリカ合衆国のマサチューセッツ州の中央部にあるウースター（Worcester）の町で、ミドル川（Middle River）とミル川（Mill Brook）とが合流した場所よりも下流をブラックストーン川と呼ぶ。ここから、ブラックストーン川はおおよそ南東方向に流れている。そしてマサチューセッツ州のブラックストーン（Blackstone）の町とロードアイランド州のウーンソケット市との間にある州境を越え、ポータケット（Pawtucket）の町まで流れている。そして、この町に存在するポータケットの滝（Pawtucket Falls）という瀑布の上までが、ブラックストーン川と呼ばれている。ここまで、おおよそ80kmの流路、流域面積は約1400km2である。この滝の下は潮の干満の影響を受ける川であり、また川の名称もシーコンク川（Seekonk River）と変わる。そして、最終的にこの川の水は、ナラガンセット湾へと注ぐ。

## 支流
この川には幾つもの名前の付いていない小さな支流が存在する。また名前は付いていても小さな支流が幾つも存在する。なお、支流の中でも比較的規模の大きな川は、クインシガモンド川（Quinsigamond River）、マムフォード川（Mumford River）、ウェスト川（West River）、ブランチ川（Branch River）、ミル川（Mill River）、ピーター川（Peters River）である。

## 歴史と汚染状況
この川は元々「キッタクック」と呼ばれており、これは「潮の干満の影響を大きく受ける川」といった意味である。この辺りが植民地化される前や植民地であった頃は、この川はキッタクックと呼ばれており、そして当時はサケやヤツメウナギが豊富に捕れる川であった。
そして1790年頃からこの川には沢山の製粉を行うための水車が建造されてゆき、いつしかこの川は「アメリカの働き過ぎの川（America's hardest working river）」というあだ名が付けられるに至った。以降、アメリカ合衆国の中でも古くから産業的に利用されてきたこともあり、産業革命以降は汚染が酷くなっていった。そして伝統的に汚染の酷い川として知られるようになった。1900年には、この川が、とっくに汚染されてしまっている川だと、マサチューセッツ州公衆衛生局（Massachusetts Department of Public Health）によって認定されており、染色業に用いられる染料、木工所や金属加工所で用いられる薬品、その他重金属類など、様々な汚染物質が川に流されていたことが知られている
。
これらの汚染物質は、ダムなどに溜まっている川底の堆積物などに沈着していった。そして1990年にはアメリカ合衆国環境汚染機関（United States Environmental Protection Agency）が、アメリカ合衆国で最も酷く汚染された川、有毒な物質が河底に堆積した川と述べるに至った。
なお、この川は1998年に、アメリカ合衆国の歴史にとって重要な川の1つとして指定された。また、この川を浄化する試みはなされているものの、2012年現在でも川底の堆積物に沈着した汚染物質は、この地域の生態系に影響を与え続けている。

## 洪水
1955年8月にこの川は大洪水を起こした。この洪水の時は、マサチューセッツ州とロードアイランド州の所々に510mm以上の雨が降っていた。
そして付近のダムも破壊されている。この川の中流域に位置するロードアイランド州のウーンソケット（Woonsocket）の町では、氾濫水位が2.7mであったのに、実際の川の水位は6.6mに達していた。
この洪水によって、ウーンソケットの町は大きな被害を受けた。

## 流域について
アメリカ合衆国のブラックストーン川流域（The Blackstone Valley、または、The Blackstone River Valley）は、同国のマサチューセッツ州とロードアイランド州にまたがって存在している。この地域は、アメリカ合衆国において産業革命が起きた主要な場所として知られている。このことによってブラックストーン川流域は、アメリカ合衆国内においては歴史的に重要な場所の1つとされている。なお、ここには、ブラックストーン運河（Blackstone Canal）のような、アメリカ合衆国が選定した歴史的な場所（National Register of Historic Places）の1つに指定されている物も存在する。